# (343) Остара
(343) Остара (нем. Ostara) — астероид главного пояса, который характеризуется очень большим периодом вращения, более 4,5 земных суток. Он был открыт 15 ноября 1892 года немецким астрономом Максом Вольфом в обсерватории Хайдельберга и назван в честь богини весны Остары согласно германо-скандинавской мифологии.

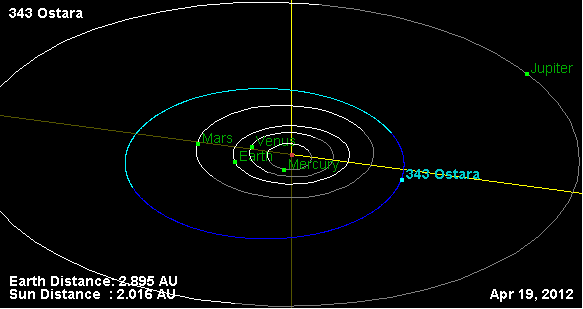
Орбита астероида Остара и его положение в Солнечной системе